# Pagung
Pagung is een bestuurslaag in het regentschap Kediri van de provincie Oost-Java, Indonesië. Pagung telt 5085 inwoners (volkstelling 2010).